# Docalidia simplex
Docalidia simplex är en insektsart som beskrevs av Nielson 1990. Docalidia simplex ingår i släktet Docalidia och familjen dvärgstritar. Inga underarter finns listade i Catalogue of Life.